# Cúp bóng đá châu Á 2007 (Bảng D)
Dưới đây là thông tin chi tiết về các trận đấu trong khuôn khổ bảng D - Cúp bóng đá châu Á 2007, là một trong bốn bảng đấu thuộc AFC Asian Cup 2007. Trận đầu tiên của bảng diễn ra vào ngày 10 tháng 7 năm 2007, và hai trận đấu cuối cùng được đá vào ngày 18 tháng 7. Bảng đấu gồm có đội chủ nhà Indonesia, ngoài ra còn có sự góp mặt của ba đội Ả Rập Saudi, Hàn Quốc và Bahrain.
| VT | Đội           | ST | T | H | B | BT | BB | HS | Đ | Giành quyền tham dự                         |
| -- | ------------- | -- | - | - | - | -- | -- | -- | - | ------------------------------------------- |
| 1  | Ả Rập Xê Út   | 3  | 2 | 1 | 0 | 7  | 2  | +5 | 7 | Giành quyền tham dự vòng đấu loại trực tiếp |
| 2  | Hàn Quốc      | 3  | 1 | 1 | 1 | 3  | 3  | 0  | 4 | Giành quyền tham dự vòng đấu loại trực tiếp |
| 3  | Indonesia (H) | 3  | 1 | 0 | 2 | 3  | 4  | −1 | 3 |                                             |
| 4  | Bahrain       | 3  | 1 | 0 | 2 | 3  | 7  | −4 | 3 |                                             |

Giờ thi đấu tính theo giờ địa phương (UTC+7)

## Indonesia v Bahrain
| Indonesia                     | 2–1      | Bahrain     |
| ----------------------------- | -------- | ----------- |
| Sudarsono 14' · Pamungkas 64' | Chi tiết | Mahmood 27' |

| Indonesia | Bahrain |

| TM                      | 1  | Yandri Pitoy        |     |     |
| HV                      | 2  | Muhammad Ridwan     | 37' |     |
| HV                      | 4  | Richardo Salampessy | 52' |     |
| HV                      | 5  | Maman Abdurahman    |     |     |
| HV                      | 6  | Charis Yulianto     |     |     |
| HV                      | 9  | Mahyadi Panggabean  |     | 31' |
| TV                      | 8  | Elie Aiboy          | 40' | 85' |
| TV                      | 11 | Ponaryo Astaman (c) |     | 34' |
| TV                      | 15 | Firman Utina        |     |     |
| TĐ                      | 13 | Budi Sudarsono      |     |     |
| TĐ                      | 20 | Bambang Pamungkas   |     |     |
| Vào thay người:         |    |                     |     |     |
| TV                      | 7  | Eka Ramdani         | 71' | 31' |
| TV                      | 16 | Syamsul Chaerudin   |     | 34' |
| HV                      | 22 | Supardi             |     | 85' |
| Huấn luyện viên trưởng: |    |                     |     |     |
| Ivan Kolev              |    |                     |     |     |

| TM                      | 21 | Abdul Rahman Ahmed     |       |     |
| HV                      | 3  | Abdulla Al Marzooqi    | 61'   |     |
| HV                      | 17 | Hussain Ali Baba       |       |     |
| TV                      | 7  | Sayed Mahmood Jalal    |       |     |
| TV                      | 8  | Rashid Al-Dosari       |       | 83' |
| TV                      | 15 | Abdullah Omar          |       | 66' |
| TV                      | 25 | Faouzi Mubarak Aaish   |       |     |
| TV                      | 27 | Mahmood Abdulrahman    |       |     |
| TV                      | 29 | Mohamed Hubail         |       | 80' |
| TĐ                      | 26 | Jaycee John Okwunwanne |       |     |
| TĐ                      | 30 | A'ala Hubail           |       |     |
| Vào thay người:         |    |                        |       |     |
| TĐ                      | 13 | Talal Yousef           | 90+3' | 66' |
| TĐ                      | 9  | Husain Ali             |       | 80' |
| TV                      | 12 | Abdulla Baba Fatadi    |       | 83' |
| Huấn luyện viên trưởng: |    |                        |       |     |
| Milan Máčala            |    |                        |       |     |

| Trợ lý trọng tài: Sagara Toru (Nhật Bản) Liu Tiejun (Trung Quốc) Trọng tài bàn: Tôn Bảo Khiết (Trung Quốc) |

## Hàn Quốc v Ả Rập Saudi
| Hàn Quốc          | 1–1      | Ả Rập Xê Út               |
| ----------------- | -------- | ------------------------- |
| Choi Sung-Kuk 66' | Chi tiết | Y. Al-Qahtani 77' (ph.đ.) |

| Hàn Quốc | Ả Rập Saudi |

| TM                      | 1  | Lee Woon-Jae (c) |     |     |
| HV                      | 3  | Kim Jin-Kyu      |     |     |
| HV                      | 14 | Kim Sang-Sik     | 37' |     |
| HV                      | 15 | Kim Chi-Woo      |     |     |
| HV                      | 16 | Oh Beom-Seok     |     |     |
| HV                      | 22 | Kang Min-Soo     |     |     |
| TV                      | 17 | Kim Jung-Woo     |     |     |
| TV                      | 20 | Son Dae-Ho       |     |     |
| TĐ                      | 7  | Choi Sung-Kuk    |     | 66' |
| TĐ                      | 9  | Cho Jae-Jin      | 28' | 81' |
| TĐ                      | 19 | Yeom Ki-Hun      |     |     |
| Vào thay người:         |    |                  |     |     |
| TĐ                      | 10 | Lee Chun-Soo     |     | 66' |
| TĐ                      | 12 | Lee Dong-Gook    |     | 81' |
| Huấn luyện viên trưởng: |    |                  |     |     |
| Pim Verbeek             |    |                  |     |     |

| TM                      | 1  | Yasser Al Mosailem     |     |     |
| HV                      | 3  | Osama Hawsawi          |     |     |
| HV                      | 7  | Kamel Al-Mousa         |     |     |
| HV                      | 15 | Ahmed Al-Bahri         |     |     |
| HV                      | 19 | Waleed Jahdali         |     |     |
| TV                      | 14 | Saud Khariri           | 89' |     |
| TV                      | 16 | Khaled Aziz            | 63' |     |
| TV                      | 18 | Abdulrahman Al-Qahtani |     | 56' |
| TV                      | 20 | Yasser Al-Qahtani (c)  |     | 80' |
| TV                      | 30 | Ahmed Al-Mousa         | 25' |     |
| TĐ                      | 9  | Malek Mouath           |     |     |
| Vào thay người:         |    |                        |     |     |
| TV                      | 28 | Abdoh Otaif            |     | 56' |
| TĐ                      | 11 | Saad Al-Harthi         |     | 80' |
| Huấn luyện viên trưởng: |    |                        |     |     |
| Hélio dos Anjos         |    |                        |     |     |

| Cầu thủ xuất sắc nhất trận Yasser Al-Qahtani (Ả Rập Saudi) Trợ lý trọng tài: Abdulla Hassan (Ấn Độ) Benjamin Silva (UAE) Trọng tài bàn: Ali Al Badwawi (UAE) |

## Ả Rập Saudi v Indonesia
| Ả Rập Xê Út                       | 2–1      | Indonesia |
| --------------------------------- | -------- | --------- |
| Y. Al-Qahtani 12' · Al-Harthi 90' | Chi tiết | Aiboy 17' |

| Ả Rập Saudi | Indonesia |

| TM                      | 1  | Yasser Al Mosailem     |     |     |
| HV                      | 3  | Osama Hawsawi          |     |     |
| HV                      | 7  | Kamel Al-Mousa         |     |     |
| HV                      | 15 | Ahmed Al-Bahri         |     |     |
| HV                      | 19 | Waleed Jahdali         |     |     |
| TV                      | 14 | Saud Khariri           |     | 66' |
| TV                      | 16 | Khaled Aziz            | 53' |     |
| TV                      | 18 | Abdulrahman Al-Qahtani |     |     |
| TV                      | 20 | Yasser Al-Qahtani (c)  |     | 89' |
| TV                      | 30 | Ahmed Al-Mousa         |     | 56' |
| TĐ                      | 9  | Malek Mouath           |     |     |
| Vào thay người:         |    |                        |     |     |
| TV                      | 28 | Abdoh Otaif            |     | 56' |
| TV                      | 17 | Taisir Al-Jassim       |     | 66' |
| TĐ                      | 11 | Saad Al-Harthi         |     | 89' |
| Huấn luyện viên trưởng: |    |                        |     |     |
| Hélio dos Anjos         |    |                        |     |     |

| TM                      | 1  | Yandri Pitoy          |     |     |
| HV                      | 2  | Muhammad Ridwan       |     |     |
| HV                      | 4  | Ricardo Salampessy    |     |     |
| HV                      | 5  | Maman Abdurahman      |     |     |
| HV                      | 6  | Charis Yulianto       |     |     |
| TV                      | 7  | Eka Ramdani           | 3'  |     |
| TV                      | 8  | Elie Aiboy            |     | 80' |
| TV                      | 15 | Firman Utina          | 15' | 84' |
| TV                      | 16 | Syamsul Chaerudin     | 65' |     |
| TĐ                      | 13 | Budi Sudarsono        | 35' | 89' |
| TĐ                      | 20 | Bambang Pamungkas (c) |     |     |
| Vào thay người:         |    |                       |     |     |
| HV                      | 22 | Supardi               |     | 80' |
| TV                      | 17 | Atep                  | 87' | 84' |
| TV                      | 14 | Ismed Sofyan          |     | 89' |
| Huấn luyện viên trưởng: |    |                       |     |     |
| Ivan Kolev              |    |                       |     |     |

| Cầu thủ xuất sắc nhất trận Saad Al-Harthi (Ả Rập Saudi) Trợ lý trọng tài: Saleh Mohamed (UAE) Md. Shahidul Islam (Bangladesh) Trọng tài bàn: Mark Alexander Shield (Úc) |

## Bahrain v Hàn Quốc
| Bahrain                  | 2–1      | Hàn Quốc       |
| ------------------------ | -------- | -------------- |
| Isa 43' · Abdullatif 85' | Chi tiết | Kim Do-Heon 4' |

| Bahrain | Hàn Quốc |

| TM                      | 21 | Abdul Rahman Ahmed   |     |     |
| HV                      | 2  | Mohamed Husain       |     |     |
| HV                      | 3  | Abdulla Al Marzooqi  |     |     |
| HV                      | 14 | Salman Isa           |     | 78' |
| HV                      | 16 | Sayed Husain         |     |     |
| TV                      | 7  | Sayed Mahmood Jalal  | 27' |     |
| TV                      | 8  | Rashid Al-Dosari     |     |     |
| TV                      | 25 | Faouzi Mubarak Aaish |     |     |
| TV                      | 29 | Mohamed Hubail       |     |     |
| TĐ                      | 11 | Ismail Abdul-Latif   |     | 87' |
| TĐ                      | 30 | A'ala Hubail         |     |     |
| Vào thay người:         |    |                      |     |     |
| TV                      | 27 | Mahmood Abdulrahman  |     | 78' |
| TV                      | 10 | Mohamed Salmeen      |     | 87' |
| Huấn luyện viên trưởng: |    |                      |     |     |
| Milan Máčala            |    |                      |     |     |

| TM                      | 1  | Lee Woon-Jae (c) |     |     |
| HV                      | 2  | Song Chong-Gug   |     |     |
| HV                      | 3  | Kim Jin-Kyu      |     |     |
| HV                      | 4  | Kim Dong-Jin     |     |     |
| HV                      | 14 | Kim Sang-Sik     |     |     |
| HV                      | 22 | Kang Min-Soo     |     |     |
| TV                      | 6  | Lee Ho           |     | 68' |
| TV                      | 8  | Kim Do-Heon      |     |     |
| TĐ                      | 10 | Lee Chun-Soo     | 56' |     |
| TĐ                      | 12 | Lee Dong-Gook    |     | 66' |
| TĐ                      | 19 | Yeom Ki-Hun      |     |     |
| Vào thay người:         |    |                  |     |     |
| TĐ                      | 9  | Cho Jae-Jin      |     | 66' |
| TV                      | 17 | Kim Jung-Woo     |     | 68' |
| Huấn luyện viên trưởng: |    |                  |     |     |
| Pim Verbeek             |    |                  |     |     |

| Cầu thủ xuất sắc nhất trận Ismael Abdullatif (Bahrain) Trợ lý trọng tài: Liu Tiejun (Trung Quốc) Poon Ming Fai (Hồng Kông) Trọng tài bàn: Nishimura Yuichi (Nhật Bản) |

## Indonesia v Hàn Quốc
| Indonesia | 0–1      | Hàn Quốc         |
| --------- | -------- | ---------------- |
|           | Chi tiết | Kim Jung-Woo 34' |

| Indonesia | Hàn Quốc |

| TM                      | 23 | Markus Haris Maulana |     |     |
| HV                      | 2  | Muhammad Ridwan      |     |     |
| HV                      | 4  | Ricardo Salampessy   |     |     |
| HV                      | 5  | Maman Abdurahman     |     |     |
| HV                      | 6  | Charis Yulianto      | 47' |     |
| TV                      | 8  | Ellie Aiboy          | 6'  |     |
| TV                      | 11 | Ponaryo Astaman (c)  |     | 76' |
| TV                      | 15 | Firman Utina         |     |     |
| TV                      | 16 | Syamsul Chaeruddin   | 69' |     |
| TĐ                      | 13 | Budi Sudarsono       |     |     |
| TĐ                      | 20 | Bambang Pamungkas    |     |     |
| Vào thay người:         |    |                      |     |     |
| HV                      | 3  | Erol Iba             |     | 76' |
| Huấn luyện viên trưởng: |    |                      |     |     |
| Ivan Kolev              |    |                      |     |     |

| TM                      | 1  | Lee Woon-Jae (c) |     |     |
| HV                      | 3  | Kim Jin-Kyu      |     | 88' |
| HV                      | 14 | Kim Sang-Sik     |     |     |
| HV                      | 15 | Kim Chi-Woo      | 80' |     |
| HV                      | 16 | Oh Beom-Seok     |     |     |
| HV                      | 22 | Kang Min-Soo     |     |     |
| TV                      | 17 | Kim Jung-Woo     |     |     |
| TV                      | 20 | Son Dae-Ho       |     | 89' |
| TĐ                      | 7  | Choi Sung-Kuk    |     |     |
| TĐ                      | 9  | Cho Jae-Jin      |     |     |
| TĐ                      | 10 | Lee Chun-Soo     |     |     |
| Vào thay người:         |    |                  |     |     |
| TĐ                      | 12 | Lee Dong-Gook    |     | 88' |
| TV                      | 27 | Oh Jang-Eun      |     | 89' |
| Huấn luyện viên trưởng: |    |                  |     |     |
| Pim Verbeek             |    |                  |     |     |

| Cầu thủ xuất sắc nhất trận Kim Jung-Woo (Hàn Quốc) Trợ lý trọng tài: Liu Tiejun (Trung Quốc) Poon Ming Fai (Hồng Kông) Trọng tài bàn: Tôn Bảo Khiết (Trung Quốc) |

## Ả Rập Saudi v Bahrain
| Ả Rập Xê Út                                           | 4–0      | Bahrain |
| ----------------------------------------------------- | -------- | ------- |
| Al-Mousa 18' · A. Al-Qahtani 45' · Al-Jassim 68', 79' | Chi tiết |         |

| Ả Rập Saudi | Bahrain |

| TM                      | 1  | Yasser Al Mosailem     |     |     |
| RB                      | 19 | Waleed Jahdali         |     |     |
| CB                      | 3  | Osama Hawsawi          |     |     |
| CB                      | 7  | Kamel Al-Mousa         |     |     |
| LB                      | 15 | Ahmed Al-Bahri         |     |     |
| CM                      | 14 | Saud Khariri           |     |     |
| CM                      | 18 | Abdulrahman Al-Qahtani |     | 56' |
| RW                      | 30 | Ahmed Al-Mousa         |     | 71' |
| LW                      | 17 | Taisir Al-Jassim       | 33' |     |
| CF                      | 20 | Yasser Al-Qahtani (c)  |     | 77' |
| CF                      | 9  | Malek Mouath           |     |     |
| Vào thay người:         |    |                        |     |     |
| TV                      | 28 | Abdoh Otaif            |     | 56' |
| TV                      | 6  | Omar Al-Ghamdi         |     | 71' |
| TĐ                      | 11 | Saad Al-Harthi         | 89' | 77' |
| Huấn luyện viên trưởng: |    |                        |     |     |
| Hélio dos Anjos         |    |                        |     |     |

| TM                      | 21 | Abdul Rahman Ahmed     |     |     |
| RB                      | 2  | Mohamed Husain         |     |     |
| CB                      | 3  | Abdulla Al Marzooqi    |     |     |
| CB                      | 14 | Salman Isa             |     |     |
| LB                      | 16 | Sayed Husain           | 69' |     |
| CM                      | 7  | Sayed Mahmood Jalal    |     | 81' |
| CM                      | 8  | Rashid Al-Dosari       | 77' |     |
| RW                      | 25 | Faouzi Mubarak Aaish   | 39' |     |
| LW                      | 13 | Talal Yousef (c)       | 3'  | 73' |
| CF                      | 30 | A'ala Hubail           |     | 67' |
| CF                      | 11 | Ismail Abdul-Latif     |     |     |
| Vào thay người:         |    |                        |     |     |
| TĐ                      | 26 | Jaycee John Okwunwanne |     | 67' |
| TV                      | 12 | Abdulla Baba Fatadi    |     | 73' |
| TV                      | 18 | Husain Habib           |     | 81' |
| Huấn luyện viên trưởng: |    |                        |     |     |
| Milan Máčala            |    |                        |     |     |

| Cầu thủ xuất sắc nhất trận Al-Jassim (Ả Rập Saudi) Trợ lý trọng tài: Sagara Toru (Nhật Bản) Al Marzouqi (UAE) Trọng tài bàn: Ali Al Badwawi (UAE) |